# Przełęcz Kopernika
Przełęcz Kopernika (norw. Kopernikuspasset) - lodowa przełęcz na południowym Spitsbergenie, między Górą Kopernika a Belwederem.